# Deadline at Eleven
Deadline at Eleven er en amerikansk stumfilm fra 1920 af George Fawcett.

## Medvirkende
- Corinne Griffith som Helen Stevens
- Frank M. Thomas som Jack Rawson
- Webster Campbell som Ren Masters
- Alice Calhoun som Carrie Weiss
- Maurice Costello som Paul Klocke
- Dodson Mitchell som Merrill
- James Bradbury som Jones
- Emily Fitzroy som  Martha Stevens
- Ernest Lambert som Lord Warburton